# Robertson Mountain Site
Pour les articles homonymes, voir Robertson.
Le Robertson Mountain Site est un site archéologique américain situé dans le comté de Madison, en Virginie. Protégé au sein du parc national de Shenandoah, il est inscrit au Virginia Landmarks Register depuis le 16 septembre 1982 et au Registre national des lieux historiques depuis le 13 décembre 1985.